# Кубок Украинской ССР по футболу 1939
5-й по счёту розыгрыш Кубка УССР состоялся с 6 по 30 июля 1939 года. Участие принимало 33 команды. Обладателем кубка стал краматорский «Авангард». В отличие от предыдущих двух сезонов, к данному розыгрышу клубы высшего дивизиона чемпионата СССР не привлекались.

## 1/32 финала
| Город       | Команда               | Счёт | Команда           |
| ----------- | --------------------- | ---- | ----------------- |
| Ворошиловск | «Сталь» (Ворошиловск) | 0:3  | «Зенит» (Сталино) |

## 1/16 финала
| Город          | Команда                                         | Счёт | Команда                          |
| -------------- | ----------------------------------------------- | ---- | -------------------------------- |
| Лозовая        | «Локомотив» (Лозовая)                           | 1:5  | «Сталь» (Днепродзержинск)        |
| Мариуполь      | «Сталь» (Мариуполь)                             | 2:1  | «Зенит» (Сталино)                |
| Краматорск     | «Авангард» (завод им. Орджоникидзе, Краматорск) | 3:0  | «Локомотив» (им. Кагановича)     |
| Винница        | «Динамо» (Винница)                              | -:+  | «Динамо» (Каменец-Подольск)      |
| Харьков        | «Трактор» (Харьков)                             | 2:0  | «Сталь» (Константиновка)         |
| Запорожье      | «Локомотив заводов» (Запорожье)                 | 1:2  | «Молния» (Харьков)               |
| Вознесенск     | «Локомотив Юга» (Вознесенск)                    | +:-  | «Спартак» (Тирасполь)            |
| Чернигов       | «Спартак» (Чернигов)                            | 2:3  | «Локомотив» (Киев)               |
| Одесса         | «Пищевик» (Одесса)                              | 4:3  | «Рот-фронт» (Киев)               |
| Кировоград     | «Сельмаш» (Кировоград)                          | 1:2  | «Рот-фронт» (Смела)              |
| Орджоникидзе   | «Стахановец» (Орджоникидзе)                     | 2:1  | «Локомотив Юга» (Днепропетровск) |
| Дружковка      | «Авангард» (Дружковка)                          | 2:4  | «Локомотив Юга» (Харьков)        |
| Бердичев       | «Авангард» (Бердичев)                           | 2:6  | «Снайпер» (Одесса)               |
| Днепропетровск | «Сталь» (завод им. К.Либкнехта, Днепропетровск) | 2:1  | «Зенит» (Харьков)                |
| Кременчуг      | «Динамо» (Кременчуг)                            | 0:4  | «Судостроитель-2» (Николаев)     |
| Сумы           | «Сахарник» (Сумы)                               | 1:0  | «Динамо-2» (Киев)                |

## 1/8 финала
| Город           | Команда                                         | Счёт | Команда                                         |
| --------------- | ----------------------------------------------- | ---- | ----------------------------------------------- |
| Днепродзержинск | «Сталь» (Днепродзержинск)                       | 4:2  | «Сталь» (Мариуполь)                             |
| Краматорск      | «Авангард» (завод им. Орджоникидзе, Краматорск) | 9:0  | «Динамо» (Каменец-Подольск)                     |
| Харьков         | «Трактор» (Харьков)                             | 3:1  | «Молния» (Харьков)                              |
| Вознесенск      | «Локомотив Юга» (Вознесенск)                    | 4:3  | «Локомотив» (Киев)                              |
| Смела           | «Рот-фронт» (Смела)                             | 2:0  | «Пищевик» (Одесса)                              |
| Орджоникидзе    | «Стахановец» (Орджоникидзе)                     | 4:2  | «Локомотив Юга» (Харьков)                       |
| Одесса          | «Снайпер» (Одесса)                              | 3:2  | «Сталь» (завод им. К.Либкнехта, Днепропетровск) |
| Николаев        | «Судостроитель-2» (Николаев)                    | 4:0  | «Сахарник» (Сумы)                               |

## Четвертьфиналы
| Город           | Команда                   | Счёт | Команда                                         |
| --------------- | ------------------------- | ---- | ----------------------------------------------- |
| Днепродзержинск | «Сталь» (Днепродзержинск) | 3:2  | «Авангард» (завод им. Орджоникидзе, Краматорск) |
| Днепродзержинск | «Сталь» (Днепродзержинск) | 2:2  | «Авангард» (завод им. Орджоникидзе, Краматорск) |
| Днепродзержинск | «Сталь» (Днепродзержинск) | 1:2  | «Авангард» (завод им. Орджоникидзе, Краматорск) |
| Харьков         | «Трактор» (Харьков)       | 3:0  | «Локомотив Юга» (Вознесенск)                    |
| Одесса          | «Пищевик» (Одесса)        | 0:0  | «Стахановец» (Орджоникидзе)                     |
| Одесса          | «Пищевик» (Одесса)        | 4:0  | «Стахановец» (Орджоникидзе)                     |
| Одесса          | «Снайпер» (Одесса)        | 2:0  | «Судостроитель-2» (Николаев)                    |

## Полуфиналы
| Город      | Команда                                         | Счёт | Команда             |
| ---------- | ----------------------------------------------- | ---- | ------------------- |
| Краматорск | «Авангард» (завод им. Орджоникидзе, Краматорск) | 2:1  | «Трактор» (Харьков) |
| Одесса     | «Пищевик» (Одесса)                              | 1:1  | «Снайпер» (Одесса)  |
| Одесса     | «Пищевик» (Одесса)                              | 3:1  | «Снайпер» (Одесса)  |

## Финал
| 30 июля 1939 года | \| «Авангард» завод им. Орджоникидзе, Краматорск \| 2:0 \| «Пищевик» Одесса \| | Краматорск       |
| Авангард: Сергеев, Лопатин, Чингинов, Салтосецкий, Осипов, Ильяшенко, Коростылёв, Зудерьянц, А.Коротынский, Г. Коротынский, Крытов, Комарницкий, Захаров, Чвалун, Татаренко, Шацкий |                                                                                |                  |
| «Авангард» завод им. Орджоникидзе, Краматорск | 2:0                                                                            | «Пищевик» Одесса |